# Fatih Akın
Fatih Akın (ur. 25 sierpnia 1973 w Hamburgu) – niemiecki reżyser, scenarzysta, aktor i producent filmowy pochodzenia tureckiego. W swoich wielokrotnie nagradzanych filmach często porusza temat emigracji, międzykulturowych konfliktów i etnicznych napięć.

## Życiorys
Urodził się w Hamburgu w rodzinie tureckich imigrantów. Studiował komunikację wizualną na hamburskiej Akademii Sztuk Pięknych. Już jego pełnometrażowy debiut, Szybko i bezboleśnie (1998), zdobył liczne nagrody, m.in. na MFF w Locarno i Salonikach. Kolejne filmy przynosiły Akinowi coraz większe uznanie.
Laureat wielu prestiżowych nagród, m.in. Złotego Niedźwiedzia na 54. MFF w Berlinie za film Głową w mur (2004), nagrody za najlepszy scenariusz na 60. MFF w Cannes za film Na krawędzi nieba (2007) oraz Złotego Globu za najlepszy film nieanglojęzyczny za film W ułamku sekundy (2017).
Zasiadał w jury konkursu głównego na 58. MFF w Cannes (2005). Przewodniczył obradom jury sekcji "Un Certain Regard" na 61. MFF w Cannes (2008).

## Filmografia

### scenarzysta
- 2019: Złota Rękawiczka (Der Goldene Handschuh)
- 2017: W ułamku sekundy (Aus dem Nichts)
- 2015: Rana (The Cut)
- 2009: Soul Kitchen
- 2009: Deutschland 09 (Deutschland 09 – 13 kurze Filme zur Lage der Nation; nowela „Der Name Murat Kurnaz”)
- 2008: Zakochany Nowy Jork (New York, I Love You; nowela „Fatih Akin”)
- 2007: Na krawędzi nieba (Auf der anderen Seite)
- 2005: Życie jest muzyką (Crossing the Bridge: The Sound of Istanbul)
- 2005: Kebab Connection
- 2004: Głową w mur (Gegen die Wand)
- 2004: Wizje Europy (Visions of Europe; nowela „Die alten bösen Lieder”)
- 2001: Kiedy myślę o Niemczech – Zapomnieliśmy wrócić (Denk ich an Deutschland – Wir haben vergessen zurückzukehren)
- 2000: W lipcu (Im Juli)
- 1998: Szybko i bezboleśnie (Kurz und schmerzlos, Short Sharp Shock)
- 1996: Chwast (Getürkt)
- 1995: Sensin... You’re the One! (Sensin – Du bist es!)

### reżyser
- 2022: Rheingold
- 2019: Złota Rękawiczka (Der Goldene Handschuh)
- 2017: W ułamku sekundy (Aus dem Nichts)
- 2016: Tschick
- 2014: Rana (The Cut)
- 2012: Raj zaśmiecony (Müll im Garten Eden)
- 2009: Soul Kitchen
- 2009: Deutschland 09 (Deutschland 09 – 13 kurze Filme zur Lage der Nation; nowela „Der Name Murat Kurnaz”)
- 2008: Zakochany Nowy Jork (New York, I Love You; nowela „Fatih Akin”)
- 2007: Na krawędzi nieba (Auf der anderen Seite)
- 2005: Życie jest muzyką (Crossing the Bridge: The Sound of Istanbul)
- 2004: Głową w mur (Gegen die Wand)
- 2004: Wizje Europy (Visions of Europe; nowela „Die alten bösen Lieder”)
- 2002: Solino
- 2001: Kiedy myślę o Niemczech – Zapomnieliśmy wrócić (Denk ich an Deutschland – Wir haben vergessen zurückzukehren)
- 2000: W lipcu (Im Juli)
- 1998: Szybko i bezboleśnie (Kurz und schmerzlos)
- 1996: Chwast (Getürkt)
- 1995: Sensin... You’re the One! (Sensin – Du bist es!)

### aktor
- 2008: 1 1/2 rycerza (1 1/2 Ritter – Auf der Suche nach der hinreißenden Herzelinde) jako Łucznik
- 2005: Hirsiz var! jako Lokman
- 2005: Cinema mil jako on sam (zdjęcia archiwalne)
- 2001: Eksperyment (Experiment, Das) jako Taksówkarz (głos spoza kadru)
- 2001: Kiedy myślę o Niemczech – Zapomnieliśmy wrócić (Denk ich an Deutschland – Wir haben vergessen zurückzukehren) jako on sam
- 2001: Liebenden vom Hotel von Osman, Die
- 2000: W lipcu (Im Juli) jako strażnik na rumuńskiej granicy
- 1999: Kismet jako Tony
- 1998: Szybko i bezboleśnie jako Nejo
- 1996: Chwast (Getürkt)
- 1995: Sensin... You’re the One! (Sensin – Du bist es!)
- 1994-1997: Doppelter Einsatz jako Erdal (gościnnie)

### producent
- 2017: W ułamku sekundy (Aus dem Nichts)
- 2008: Chiko
- 2007: Na krawędzi nieba (Auf der anderen Seite)
- 2005: Życie jest muzyką (Crossing the Bridge: The Sound of Istanbul)
- 2004: Wizje Europy (Visions of Europe)

## Odznaczenia
- 2010 Order Zasługi Republiki Federalnej Niemiec[2]
- 2010 Order Sztuki i Literatury[3][4]

## Nagrody
- Nagroda na MFF w Cannes 2007: Nagroda za najlepszy scenariusz za Na krawędzi nieba
- Nagroda na MFF w Berlinie 2004: Złoty Niedźwiedź za Głową w mur